# Führungsunterstützung (Bundeswehr)

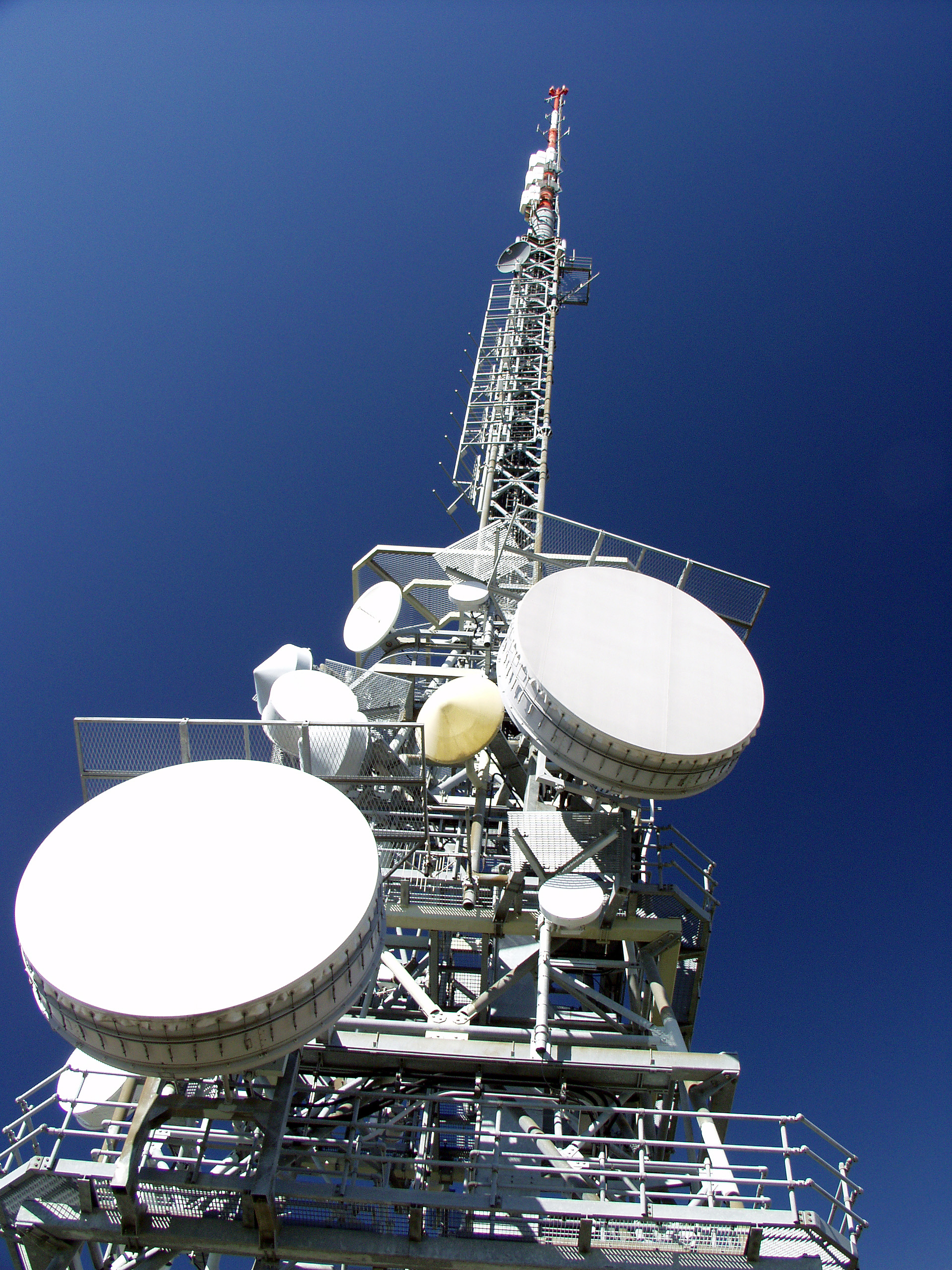
Der Betrieb von Richtfunkanlagen gehört zu den Aufgaben der Führungsunterstützung

Führungsunterstützung (FüUstg) ist in der Bundeswehr der Sammelbegriff für Informationstechnik und Kommunikationstechnik, die als gemeinsame Aufgaben der Bundeswehr im Kommando Informationstechnik-Services der Bundeswehr in Bonn gebündelt sind. Die organische Führungsunterstützung ist jedoch weiterhin Aufgabe der jeweiligen Teilstreitkräfte, in Stäben i. d. R. durch das Führungsgrundgebiet 6 abgebildet.
Die Führungsunterstützung soll allen Soldaten und Zivilangestellten der Bundeswehr weltweit eine optimale Information und Kommunikation ermöglichen. Sie ging einst aus der Fernmeldetruppe hervor. Ihre Zukunft lautet Vernetzte Operationsführung oder Network-Centric Warfare.

## Bestandteile
Führungsmittel wie die verschiedenen Führungssysteme, Telefon, E-Mail, Intranet oder Internet und Führungs- und Fachinformationsdienste werden über ein langfristig gemietetes, leistungsfähiges, digitales Übertragungsnetz sowie ein bundeswehreigenes, überwiegend digitales Vermittlungsnetz realisiert.
Für die Einsatzkontingente betreiben die Kräfte der Führungsunterstützung ein- und mehrkanalige Satellitenverbindungen, Richtfunk, modernen Bündelfunk und weltweit nutzbare Kurzwellen-Funkverbindungen.
Das Kommando Informationstechnik der Bundeswehr (KdoITBw) (ehemals Führungsunterstützungskommando der Bundeswehr (FüUstgKdo Bw)) plant, überwacht und steuert die Führungsunterstützung der Bundeswehr rund um die Uhr. Grundlage bilden die konzeptionellen Vorgaben des Bundesministeriums der Verteidigung und die Einsatzbefehle des Einsatzführungskommandos der Bundeswehr. Zu den Aufgaben des FüUstgKdo Bw gehört der Betrieb des Informations- und Kommunikationsnetzes der Bundeswehr im In- und Ausland.
Für die Durchführungsaufgaben der Führungsunterstützung stehen stationäre und mobile Kräfte zur Verfügung. Die stationären Kräfte betreiben die sog. grünen Anteile des Informations- und Kommunikationssystem der Bundeswehr in Deutschland. Die mobilen Kräfte gewährleisten dessen Verlängerung in die Einsatzländer.
Die Anteile
- Fernsprechnetz
- automatisiertes Fernschreib- und Datennetz
- rund 300.000 Fernsprechanschlüsse
- 150.000 PC-Zugänge
- 13.500 Mobilfunktelefone

sind im Rahmen des HERKULES-Vertrages an die BWI übergeben worden.
Die mobilen Kräfte betreiben auch spezielle IT-Systeme wie Videokonferenzanlagen, Satellitenkommunikation und Hochfrequenzfunk. Auch andere Streitkräfte können bei Bedarf an die IT-Systeme der Bundeswehr angeschlossen werden.

## Wichtige Dienststellen
- Das Kommando Informationstechnik-Services der Bundeswehr ist in Rheinbach stationiert. Dort befindet sich das Lagezentrum und die Netzführungszentrale. Hauptauftrag ist die Planung, Steuerung und Überwachung sowie das Einsetzen und Betreiben des IT-Systems der Bundeswehr in Einsatz, Übungen und Betrieb im In- und Ausland.
- Das Ausbildungszentrum CIR ist die Zentrale Ausbildungseinrichtung für streitkräftegemeinsame Aus-, Fort- und Weiterbildung des Führungsunterstützungs- und IT-Personals der Bundeswehr und leistet Beiträge zur Weiterentwicklung der Führungsunterstützung.